# Kruševica (Slavonski Šamac)
Kruševica je jedno od dvaju naselja u općini Slavonski Šamac, u Brodsko-posavskoj županiji.

## Povijest
U Kruševici je 1760. bilo 61 katoličkih kuća, 81 obitelj i 492 stanovnika.
1780. 2000 koraka od sela je bio kontumac (karantena) od mnogo malih drvenih zgrada. 1837. selo ima 712, 1852. 716, 1890. 722, 1931. 734, 1953. 1033, a 1991. 1370 stanovnika. Godine 1919. postala je samostalnom kapelanijom, a 1930. ustanovljena je župa. Crkva rođenja BDM sagrađena je 1800., a obnovljena 1967. godine.

## Zemljopis
Kruševica se nalazi u istočnom dijelu Republike Hrvatske, u Slavoniji. Smještena je uz rijeku Savu i njenim područjem prolaze važne cestovne i željezničke prometnice - međunarodni cestovni i željeznički pravac na koridoru 5c (srednja Europa - Jadransko more), a u neposrednoj blizini prolazi autocesta A3 (Zagreb - Lipovac) - međunarodni cestovni koridor 10. Kruševica ima 1400 stanovnika u 385 domaćinstava.

## Stanovništvo
| broj stanovnika | 716   | 665   | 684   | 722   | 717   | 728   | 718   | 734   | 844   | 1070  | 1170  | 1331  | 1322  | 1370  | 1393  | 1173  | 808   |
|                 | 1857. | 1869. | 1880. | 1890. | 1900. | 1910. | 1921. | 1931. | 1948. | 1953. | 1961. | 1971. | 1981. | 1991. | 2001. | 2011. | 2021. |